# Пролетер (Зренянин)
Футбольний клуб Пролетер (Зренянин) або просто Пролетер (серб. Фудбалски kлуб Пролетер Зрењанин) — професійний сербський футбольний клуб з міста Зренянин, Воєводина. Спадкоємцем ФК «Пролетер» (Зренянин) є ФК «Пролетер 2006».

## Статистика виступів у національних турнірах

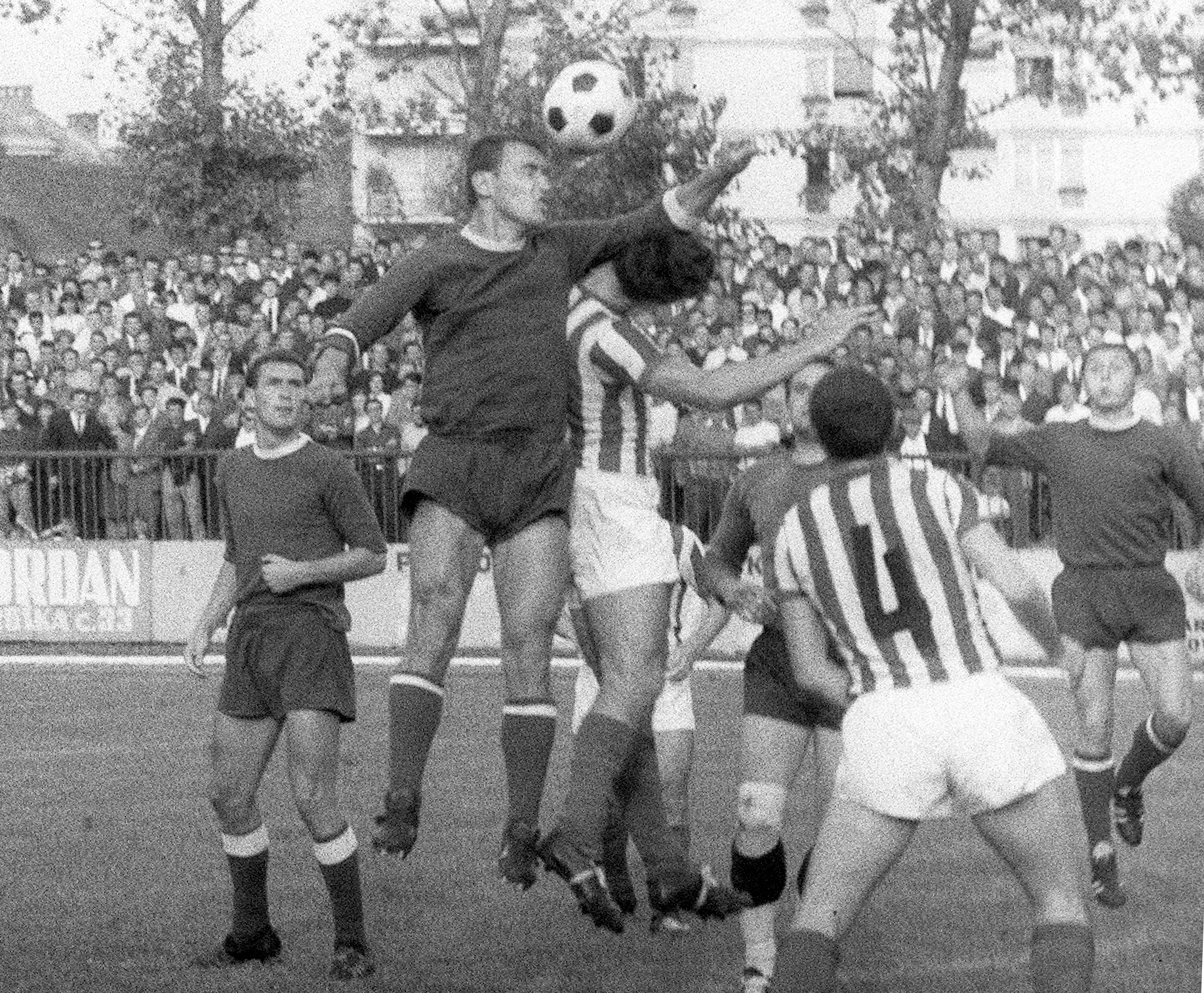
НК «Марибор» vs ФК Пролетер (Зренянин) в 1967 році

| Сезон   | Ліга          | Міс.   | Іг. | В  | Н     | П  | ЗМ | ПМ | О  | Кубок             | Примітки                              | Тренер |
| ------- | ------------- | ------ | --- | -- | ----- | -- | -- | -- | -- | ----------------- | ------------------------------------- | ------ |
| 1989/90 | 2             | 2      | 38  | 23 | 6 (4) | 9  | 55 | 30 | 50 | ?                 | 1                                     |        |
| 1990/91 | 1             | 5      | 36  | 17 | 4     | 15 | 50 | 49 | 35 | 1/4 фіналу        |                                       |        |
| 1991/92 | 1             | 5      | 33  | 16 | 4 (3) | 13 | 41 | 43 | 35 | ?                 | 1                                     |        |
| 1992/93 | 1             | 9      | 36  | 15 | 6     | 15 | 43 | 45 | 36 | ?                 |                                       |        |
| 1993/94 | 1A осінь      | 5      | 18  | 7  | 4     | 7  | 33 | 26 | 18 | ?                 |                                       |        |
| 1993/94 | 1A весна      | 9      | 18  | 4  | 3     | 11 | 8  | 28 | 18 | ?                 | вибування до 1B                       |        |
| 1994/95 | 1B осінь      | 5 (15) | 18  | 6  | 3     | 9  | 22 | 24 | 15 | 1/2 фіналу        |                                       |        |
| 1994/95 | 1B весна      | 3 (13) | 18  | 8  | 4     | 6  | 30 | 27 | 24 | 1/2 фіналу        | вихід до 1A                           |        |
| 1995/96 | 1A осінь      | 6      | 18  | 6  | 3     | 9  | 19 | 31 | 21 | ?                 |                                       |        |
| 1995/96 | 1A весна      | 8      | 18  | 6  | 3     | 9  | 24 | 28 | 27 | ?                 |                                       |        |
| 1996/97 | 1A            | 5      | 33  | 12 | 6     | 15 | 48 | 46 | 42 | 1/4 фіналу        |                                       |        |
| 1997/98 | 1A            | 9      | 33  | 10 | 2     | 21 | 40 | 64 | 32 | 1/64 фіналу       |                                       |        |
| 1998/99 | 1             | 6      | 24  | 10 | 5     | 9  | 29 | 29 | 35 | 1/64 фіналу       | 2                                     |        |
| 1999/00 | 1             | 17     | 40  | 12 | 10    | 18 | 36 | 49 | 46 | 1/128 фіналу      | Вибування                             |        |
| 2000/01 | 2 — Північ    | 2      | 34  | 23 | 7     | 4  | 66 | 26 | 76 | 1/128 фіналу      |                                       |        |
| 2001/02 | 2 — Північ    | 10     | 34  | 16 | 4     | 14 | 51 | 33 | 52 | 1/128 фіналу      |                                       |        |
| 2002/03 | 3 — Воєводина | 10     | 34  | 27 | 4     | 3  | 76 | 26 | 85 | не кваліфікувався | Вихід до 2 Північ                     |        |
| 2003/04 | 2 — Північ    | 10     | 36  | 19 | 5     | 12 | 58 | 38 | 62 | не кваліфікувався |                                       |        |
| 2004/05 | 2 — Сербія    | 18     | 38  | 11 | 7     | 20 | 38 | 59 | 40 | не кваліфікувався | Поразка в плей-оф за право збереження |        |
| 2005/06 | 3 — Воєводина | Знявся | –   | –  | –     | –  | –  | –  | –  | не кваліфікувався | Розформований в січні 2006 року       |        |
1 Після нічиї було призначена серія післяматчевих пенальті, лише переможець цієї серії отримав очко.
2 14 травня 1999 року чемпіонат було офіційно скасовано через бомбардування Югославії силами НАТО.

## Статистика виступів у єврокубках
| Сезон | Турнір          | Раунд | Країна    | Клуб                        | Рахунок |
| ----- | --------------- | ----- | --------- | --------------------------- | ------- |
| 1997  | Кубок Інтертото | Група | Росія     | Локомотив (Нижній Новгород) | 0:1     |
|       |                 | Група | Словенія  | Цельє                       | 0:0     |
|       |                 | Група | Туреччина | Антальяспор                 | 0:1     |
|       |                 | Група | Ізраїль   | Маккабі (Хайфа)             | 4:0     |

## Уболівальники
Уболівальники клубу називають себе «Індіанці Петровграду»

## Інші види спорту
У клубі також функціонують секції гандболу, плавання, водного полу та баскетболу.

## Відомі гравці
Нижче наведений список гравців клубу, які мали досвід виступів у складі національних збірних
| Югославія / ФР Югославія/Сербія і Яорногорія / Сербія - Радослав Бебич - Радослав Бечеяц - Ненад Б'єкович - Радовоє Драшкович - Слободан Дубаїч - Мілан Галич - Деян Говедарика - Джуро Іванчевич - Владимир Івич - Ілія Івич - Предраг Йованич - Драгиша Коснич - Дарко Ковачевич - Предраг Лубурич - Кемаль Омерагич - Міленко Рус - Жарко Сольдо - Мілан Шарович - Мірко Тодорович - Арсен Тошич - Душко Тошич - Сретен Васич - Мілорад Зорич | Інші - Велибор Джурич - Ненад Мішкович - Амір Тельїгович - Никиця Маглика - Мілан Стояновський - Марко Баша - Владимир Божович - Александар Родич - Златко Захович |